# 西海市立亀岳小学校
西海市立亀岳小学校（さいかいしりつ かめだけしょうがっこう, Saikai City Kamedake Elementary School）は、長崎県西海市西彼町下岳郷にあった公立小学校。略称は「亀岳小」（かめだけしょう）、「亀小」（かめしょう）。
2018年（平成30年）3月末に閉校し、西海市立白似田小学校との統合で西海市立ときわ台小学校が新設された。

## 概要
歴史
1874年（明治7年）に開校した「公立下等中山小学校」を前身とする。2014年（平成26年）に創立140周年を迎えた。
学校教育目標
「豊かな心を持ち、自ら求めて学ぶ育成と実践力のある、健康でたくましい亀小っ子の育成」
校章
亀の甲羅の形の中に、二羽の鳥が向かい合った絵を背景にして「小」の文字を置いている。
校歌
作詞は田島日露記、作曲は宗久彌による。歌詞は2番まであり、2番に校名の「亀岳小」が登場する。
校区
住所表記で西海市西彼町の後に「白崎郷、下岳郷、喰場郷（中ノ島地区の一部を除く）、上岳郷（山中地区を除く）、亀浦郷、宮浦郷、中山郷」が続く地域。中学校区は西海市立西彼中学校。
シンボルツリー
センダン - 学校だよりのタイトル（「せんだん」）や学校公式ウェブサイトのアドレスの一部（sendan）に使用されている。

## 沿革
- 1874年（明治7年）1月 - 学制に基づき、中山郷字佐古に「公立下等中山小学校」が開校。
  - 下等小学科（4年制）を設置。
- 1877年（明治10年）
  - 下岳郷字下河内790に「公立下等下岳小学校」が開校。
  - 白似田郷字白似田1809に「公立下等白似田小学校」が開校。
- 1878年（明治11年）- 亀浦郷出口1138に「公立下等中山小学校亀浦分校[6]」を設置。
- 1879年（明治12年）- 公立下等中山小学校を中山郷字崎ノ宗に移転。
- 1882年（明治15年）- 教育令改正後の小学校教則綱領の制定により、初等科（3年制）と中等科（3年制）を設置し、「公立中等中山小学校」に改称。
  - 公立下等下岳小学校・公立下等白似田小学校をそれぞれ「下岳分舎」・「白似田分舎」とする。亀浦分校を「亀浦分舎」とする。
- 1884年（明治17年）4月 - 白似田分舎を白似田郷1776に移転。
- 1886年（明治19年）9月 - 小学校令の施行により、簡易科（3年制）を設置し「簡易中山小学校」に改称。
  - 下岳分舎・白似田分舎が分離し、それぞれ「簡易下岳小学校」・「簡易白似田小学校」として独立。
  - 以上の小学校とは別に、長崎県により西彼杵郡時津村に「第四高等小学校」が設置される。
- 1889年（明治22年）4月 - 町村制の施行により、亀浦村と下岳村の2村が合併し「亀岳村」が発足。これにより、亀岳村立の小学校となる。
- 1890年（明治23年）4月 - 小学校令の改正により、簡易科を廃止の上、尋常科（4年制）を設置し「尋常亀岳小学校」に改称。
- 1893年（明治26年）
  - 3月 - 第十四高等小学校が廃止される。
  - 4月 - 小学校令の改正が行われる。
    - 「亀岳尋常小学校」に改称（「尋常」の位置が変更[7]）。尋常下岳小学校と尋常白似田小学校を再び統合し、「下岳分教場」・「白似田分教場」とする。
- 1894年（明治27年）- 下岳郷の笹川内に移転を決定し、現在地に校地を造成。
- 1897年（明治30年）1月 - 現在地に第一校舎が完成し、移転を完了。
- 1898年（明治31年）4月 - 高等科を併置し、「亀岳尋常高等小学校」に改称。
  - 下岳分教場と亀浦分教場を廃止し、本校に統合。
  - 白似田分教場が分離し、白似田尋常小学校として独立。
- 1901年（明治34年）- 児童数の増加に対応するため、第二校舎が完成。
- 1902年（明治35年）- 児童数の増加に対応するため、運動場を拡張。
- 1908年（明治41年）4月 - 小学校令の一部改正により、義務教育年限が尋常科4年から尋常科6年に延長される。
  - これにより、旧高等科1年を尋常科5年に、旧高等科2年を尋常科6年に振り替えて設置。更に高等科（3年制）を設置し、修業年限を尋常科6年・高等科3年に改定。
- 1909年（明治42年）6月 - 義務教育年限の延長で収容児童数が増加したため、第三校舎を建築。農業実習地を設置。亀岳村青年団が創立される。
- 1917年（大正6年）4月 - 高等小学校等に進学しない児童を対象とした亀岳実業補習学校（修業年限:4年）を併設。
- 1929年（昭和4年）12月 - スレート造校舎（2棟8教室）が完成。中山郷須田岳に学校水源地を設置。第二校舎を東側に移築し、家事裁縫室とする。運動場を拡張。
- 1935年（昭和10年）4月 - 青年学校令の施行により、併設の亀岳実業補習学校が「亀岳青年学校」に改称される。
- 1941年（昭和16年）4月1日 - 国民学校令の施行により、「亀岳村亀岳国民学校」に改称。尋常科を初等科に改称（初等科6年・高等科2年）。
- 1947年（昭和22年）4月1日 - 学制改革（六・三制の実施）が行われる。
  - 旧・亀岳国民学校の初等科（6ヶ年）が改組され、「亀岳村立亀岳小学校」となる。
  - 旧・亀岳国民学校の高等科（2ヶ年）と併設の亀岳青年学校の普通科が改組され、「亀岳村立亀岳中学校[8]」（新制中学校）が発足。
    - 中学校は当初、小学校に併設され、小学校第四校舎と青年学校校舎が貸与された。
- 1949年（昭和24年）9月 - 中学校の新校舎が完成し、移転を完了したため、併設を解消。小学校第四校舎と青年学校校舎が返還される。
- 1958年（昭和33年）4月 - 第一校舎・第五校舎を改築。
- 1961年（昭和36年）6月29日 - 亀岳村と大串村が合併し、「西彼村立亀岳小学校」に改称。
- 1962年（昭和37年）11月 - ミルク給食を開始。
- 1963年（昭和38年）11月 - 脱脂粉乳給食を開始。
- 1964年（昭和39年）
  - 3月 - 校歌を制定。
  - 11月 - 校章と校旗を制定。
- 1966年（昭和41年）2月 - 火災により、給食調理場と宿直室を消失。
- 1967年（昭和42年）
  - 4月 - 特殊学級（現・特別支援学級）を設置。
  - 9月 - 完全給食を開始。
- 1969年（昭和44年）1月1日 - 町制施行により、「西彼町立亀岳小学校」に改称。
- 1971年（昭和46年）8月 - 簡易プールが完成。
- 1974年（昭和49年）9月 - 創立100周年記念式典を挙行。
- 1975年（昭和50年）4月 - 新校舎が完成。
- 1978年（昭和53年）2月 - 体育館が完成。
- 1982年（昭和57年）3月 - アスレチック施設が完成。
- 1983年（昭和58年）3月 - 鉄筋コンクリート造3階建ての校舎を増築。
- 1991年（平成3年）6月 - 台風により、シンボルツリーのセンダンの木が折れる。
- 1998年（平成10年）11月9日 - コンピュータ教室が完成。
- 2005年（平成17年）4月1日 - 町村合併により「西海市立亀岳小学校」（現校名）と改称。
- 2018年（平成30年）
  - 3月4日 - 閉校記念式典を挙行[4]。
  - 3月31日 - 閉校[1][2][3][4]。

## 交通アクセス
最寄りのバス停
- 長崎自動車（長崎バス）「中山」バス停 - 長崎市街地から1番「石原」・「大串」行きのバスに乗車。

道路
- 国道206号
- （「バイオパーク入口」交差点から）長崎県道120号上岳宮ノ浦線

## 周辺
- 亀岳学童保育クラブ
- 中山保育園
- 唱題寺（日蓮宗）
- 長崎バイオパーク

## 同表記の小学校
- 宮古市立亀岳小学校（岩手県宮古市）- 読みは「きだけ」。

## 参考資料
- 「西彼杵郡現勢一班」（1926年（昭和元年）12月31日発行, 出版:郡役所廃止記念会）- 国立国会図書館近代デジタルライブラリー p.302（コマ番号162）
- 「西彼町郷土誌」（2003年（平成15年）3月1日発行, 西彼町教育委員会）